# Партизанський заказник (Володимирецький район)
Партизанський зака́зник — ботанічний заказник місцевого значення в Україні. Створений рішенням Рівненського облвиконкому №343 від 22.11.1983 р. з метою збереження дикоростучих ягідників журавлини. Знаходиться на території Озерецької сільської ради. Землекористувач- Озерецьке (Партизанське) лісництво ДП «Володимирецький лісгосп» (квартали 12, 15, 16, 23, 24, 25, 32-40). Площа заказника - 1942,0 га. 
На території заказника знаходяться заболочений сосновий ліс і болота з журавлиною болотною.